# Texas hold 'em

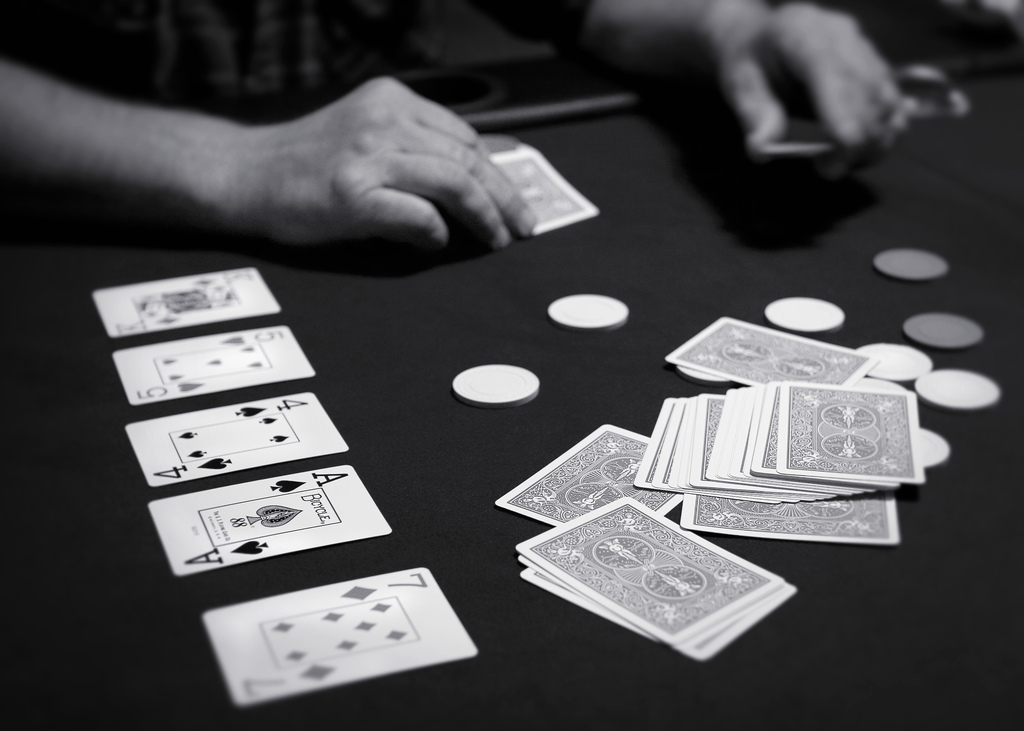
Texas hold 'em

El Texas hold'em (també conegut simplement com a hold'em, holdem) és la versió més popular del joc de cartes del pòquer.
El joc consisteix a repartir dues cartes cobertes a cada jugador, i fins a cinc cartes compartides, que el repartidor deixarà a la vista en tres rondes: primer tres cartes de cop (flop), després la quarta carta (turn), i després la cinquena carta (river). Els jugadors poden actuar en cada una de les fases d'aposta: abans de repartir les tres cartes comunes (pre-flop), amb les tres cartes comunes a la vista (flop), amb la quarta carta a la vista (turn), i amb la cinquena i última carta a la vista (river). En cada fase, els jugadors tenen opció d'apostar (bet), de passar (check) si ningú altre no ha apujat l'aposta, d'igualar una aposta anterior (call), d'apujar l'aposta anterior (raise), o de retirar-se de la jugada (fold).
El hold'em (literalment queda-te-les, se suposa que referint-se a les cartes que es mantenen ocultes) és la variant de pòquer més jugada en la majoria de casinos als Estats Units. La versió "no limit" (sense límit en les apostes) és la utilitzada en el principal esdeveniment de les World Series of Poker (Sèries Mundials de Poker, WSOP) difoses pel canal esportiu ESPN, i també al World Poker Tour televisat a The Travel Channel.
El hold'em es reconeix àmpliament com la principal forma de pòquer. Encara que teòricament poden jugar fins a 22 jugadors (o 23 si no es fan servir les burn cards o cartes descartades pel repartidor), generalment en una taula juguen entre 2 i 10 persones. És una de les versions de pòquer més posicionals, perquè l'ordre d'aposta dels jugadors és el mateix durant totes les rondes. El hold'em es juga comunament fora dels Estats Units, encara que seven-card stud, Omaha hold'em, cinc tancat (5 card draw) i altres versions poden ser més comunes en altres llocs.

## Regles
Per a les descripcions que segueixen a continuació s'assumeix certa familiaritat amb la forma de jugar al pòquer, i amb les mans de pòquer.

### Objectiu
Igual que en altres versions de pòquer, l'objectiu de Texas hold'em és quedar-se el pot dels diners o fitxes de les apostes de tots els jugadors en una mà. El pot es guanya o bé al mostrar les cartes, formant la millor mà de 5 cartes amb les 7 disponibles (les 2 privades i les 5 compartides), o bé apostant perquè els altres jugadors no hi vagin i llencin les cartes ("fold"), és a dir es facin enrere i no igualin l'aposta, renunciant a les seves apostes al pot.
Com que les cartes es reparteixen a l'atzar i sense el control dels jugadors, cada jugador intenta controlar la quantitat d'apostes al pot segons la jugada que porta o que creu que podria formar, i segons les jugades que creu que podrien portar els altres jugadors, tot considerant les apostes que fa cadascú i les jugades possibles amb les cartes compartides que hi ha a la vista.
L'objectiu dels bons jugadors no és pas guanyar cada mà, sinó guanyar el màxim de diners o fitxes a llarg termini. O dit d'una altra manera, saber maximitzar els guanys a les mans bones i minimitzar les pèrdues a les mans dolentes. Per això cal saber prendre les decisions matemàtiques i psicològiques correctes sobre quan i en quina quantitat apostar, igualar, o plegar. Per això cal tenir en compte no només si és bona la jugada que es pot formar amb les cartes pròpies a la mà i les cartes compartides, sinó també les jugades que podrien formar els altres jugadors.
És molt important la posició del jugador a la taula, si els jugadors anteriors han apostat o no, la mena de jugadors que tenim a les posicions següents (agressius, selectius, impulsius, prudents, porucs, etc.), les possibles catxes ("farol" o "bluff"), etc. El primer que parla (under the gun, literalment 'a la boca del canó') està més exposat perquè dona més informació als altres que venen darrere.

### Apostes
El hold'em se sol jugar amb les apostes prèvies obligatòries (abans de veure les cartes) denominades cega petita i cega grossa ("small blind" i "big blind"). Les apostes cegues són un incentiu per a arriscar-se a participar en una jugada, perquè si no els jugadors només tindrien interès a participar quan tenen cartes molt bones a la mà.
Es fa servir un botó per marcar el jugador situat a la posició de repartidor ("dealer"). El botó de repartidor gira en la direcció de les agulles del rellotge després de cada mà, així van variant les posicions del repartidor i dels que han de posar les apostes cegues. La cega petita és l'aposta inicial que posa el jugador a l'esquerra del repartidor, i equival a la meitat de la cega grossa. La cega grossa és una aposta que aporta el jugador a l'esquerra de la cega petita i que equival a l'aposta mínima.
Als tornejos, les cegues van augmentant periòdicament conforme el torneig avança, pot ser cada cert temps o cada cert nombre de rondes, per donar cada vegada més pressió als jugadors que queden en joc. A més, en alguns tornejos a partir d'una determinada fase tothom també ha de posar una aposta prèvia obligatòria ("ante"), i això introdueix un cost regular per mà que incentiva els jugadors a participar en mans no tan bones en un intent de compensar les seves pèrdues.
Les tres formes de hold'em més comunes són "Limit, "Pot Limit", i "No Limit".
- Limit: Les apostes en les dues primeres rondes ("pre-flop" i "flop") són iguals al "big blind" (cega grossa), i en les dues següents rondes ("turn" i "river") les apostes són iguals al doble del "big blind".

- Pot Limit: Els jugadors poden apostar com a màxim la mateixa quantitat que ja hi ha en aquell moment al pot a la taula.

- No Limit (sense límit): Els jugadors poden apostar qualsevol quantitat per sobre de l'aposta mínima, fins i tot poden apostar totes les fitxes que tenen a la taula (això es coneix com a "All in", literalment 'tot a dins').

Si un jugador ha apostat "all in" i continuen apujant les apostes entre els altres jugadors, es deixen pots d'apostes separats per a la part que ha arribat a cobrir cada jugador.
Els tornejos solen jugar-se amb "no límit". Els jugadors comencen tots amb un mateix nombre de fitxes, i l'objectiu del torneig és eliminar tots els altres jugadors deixant-los sense fitxes. Típicament reben premi els N primers classificats amb una part descendent segons l'ordre invers en què han estat eliminats (per exemple, el guanyador podria rebre el 50% del premi, el 2n el 30%, i el 3r el 20%).

### Jugant la mà
El joc comença repartint dues cartes cobertes a cada jugador. Aquestes cartes es denominen pocket cards o cartes en mà. Són les úniques cartes que cada jugador rebrà individualment, i només es podran descobrir (potser) si es mostren les cartes al final de la mà. D'aquesta forma Texas hold'em és un joc de pòquer cobert. La mà comença amb una ronda d'apostes "pre-flop", començant pel jugador a l'esquerra del "big blind" i es continua en la direcció de les agulles del rellotge. Després de la ronda d'apostes "pre-flop", si encara continuen almenys 2 jugadors en la mà, el repartidor reparteix el flop, tres cartes descobertes compartides ("community cards").
El "flop" (que podríem traduir per abocament) va seguit d'una altra ronda d'apostes. Aquesta i les altres rondes d'apostes comencen pel jugador a l'esquerra del repartidor i continuen en la direcció de les agulles del rellotge. Després de la ronda d'apostes en el "flop", una nova quarta carta descoberta (anomenada turn, la mitja volta)) es posa sobre la taula, seguit d'una altra ronda d'apostes. I després, una altra cinquena carta descoberta (anomenada river, el riu) es col·loca sobre la taula (formant les 5 "community cards" o cartes comunes), i és seguit d'una altra ronda d'apostes. Finalment, si encara queden almenys 2 jugadors a la mà, s'arriba al "show down" quan es mostren les cartes per veure qui té la millor jugada i, per tant, guanya la mà i s'emporta el pot.
Per entendre la mecànica de les apostes en una ronda determinada, cal entendre que els jugadors que volen continuar jugant com a mínim han d'igualar (call) les apostes anteriors.
- A la primera ronda, els jugadors que volen continuar jugant com a mínim han d'apostar (bet) per igualar el big blind que ja és a la taula.
- A cada ronda, un jugador pot decidir apujar l'aposta (raise), o de passar (check) si ningú altre no ha apujat l'aposta abans.
- Els jugadors col·locats després del que ha pujat l'aposta, tenen opció d'igualar-la (call'), tornar-la a apujar (reraise), o abandonar la mà (fold).

### La confrontació de les cartes oshowdown
Si un jugador aposta i tots els altres es retiren, el jugador s'emporta els diners del pot, i no està pas obligat a ensenyar les seves cartes
(encara que hi ha jugadors que per fatxenderia ho fan, per exemple, per demostrar que tenien una bona mà o, justament tot el contrari, per mostrar que han sabut col·locar un bon farol amb una mà dolenta).
Si dos o més jugadors continuen després de l'última ronda d'apostes, hauran de mostrar les cartes. Comença mostrant les seves cartes l'últim jugador que ha fet una aposta.
A la confrontació, o showdown, cada jugador forma la millor mà possible de cinc cartes amb les set cartes disponibles: les seves dues cartes privades ("pocket cards") i les cinc cartes comunes de la taula ("community cards"). No és obligatori fer servir cap de les dues cartes privades. Per exemple, si les cinc cartes comunes són A ♥, Q ♠, Q ♥, 7 ♠, 7 ♣ i les dos pròpies són 4 ♣, 3 ♣, llavors la jugada millor possible és dobles parelles de Q i 7 a l'As, és a dir, ignorant les dos cartes en mà de menor valor.
Al combinar les cartes privades i les comunes apareixen a vegades guanyadors inesperats, per exemple:
- amb una taula amb A ♥, Q ♠, 7 ♥, 3 ♠, 3 ♣
- un jugador X amb A ♠, K ♣ a la mà: té doble parella d'asos i tresos al rei
- un jugador Y amb Q ♣ 3 ♥ a la mà: té full de reines i tresos, guanya la mà

En el cas poc probable, però no inusual, que dos jugadors o més comparteixen la millor mà, llavors el pot es divideix per igual entre aquests jugadors. De totes maneres és comú que els jugadors tinguin mans molt semblants però no idèntiques. Per desfer els empats s'utilitza a més la carta desemparellada més alta o kicker. Per exemple, si dos jugadors tenen un As en mà i formen parella d'Asos amb un As de les cartes compartides, guanyarà el jugador que tingui la següent carta més alta, tot descartant altres del mateix valor.